# Pierre Coste (colonel d'Empire)
Pour les articles homonymes, voir Coste et Pierre Coste (homonymie).
Pierre, baron Coste (29 novembre 1767, Quissac — 25 avril 1834, Nîmes) est un militaire français.

## Biographie
Soldat dans le régiment de Piémont-Infanterie (3e) le 9 mars 1783, il devint caporal le 24 mai 1785, et sergent le 1er octobre suivant. Le 24 octobre 1791, il passa avec son grade dans le 3e bataillon du Haut-Rhin, incorporé plus tard dans la 83e demi-brigade de bataille.
Lieutenant « au choix » le 23 mars 1792, et capitaine le 27 avril de la même année, il fit les guerres de 1792 à l'an V à l'armée de Sambre-et-Meuse, fut nommé chef de bataillon le 21 germinal an V, et se signala en Allemagne, et sur le Rhin, pendant les campagnes de l'an VI à l'an IX. À la bataille de Feldkirch, le 24 messidor an VIII, il reçut un coup de feu à la jambe droite. Le gouvernement l'employa aux camps de Bayonne et de Brest de l'an XI à l'an XIII.
Major du 105e de ligne le 30 frimaire an XII, et membre de la Légion d'honneur le 4 germinal suivant, il fit les campagnes de l'an XIV, de 1806 et 1807 à la Grande Armée, et obtint le grade de colonel du 59e de ligne le 7 avril 1809.
Il servit en Espagne en 1809 et 1810, fut admis à la retraite le 27 septembre 1811, et fut créé baron de l'Empire par lettres patentes du 17 avril 1812. Il est mort le 25 avril 1834 à Nîmes (Gard).

## Décorations
- Chevalier de la Légion d'honneur : 4 germinal an XII (25 mars 1804).